# Omer Nudelman

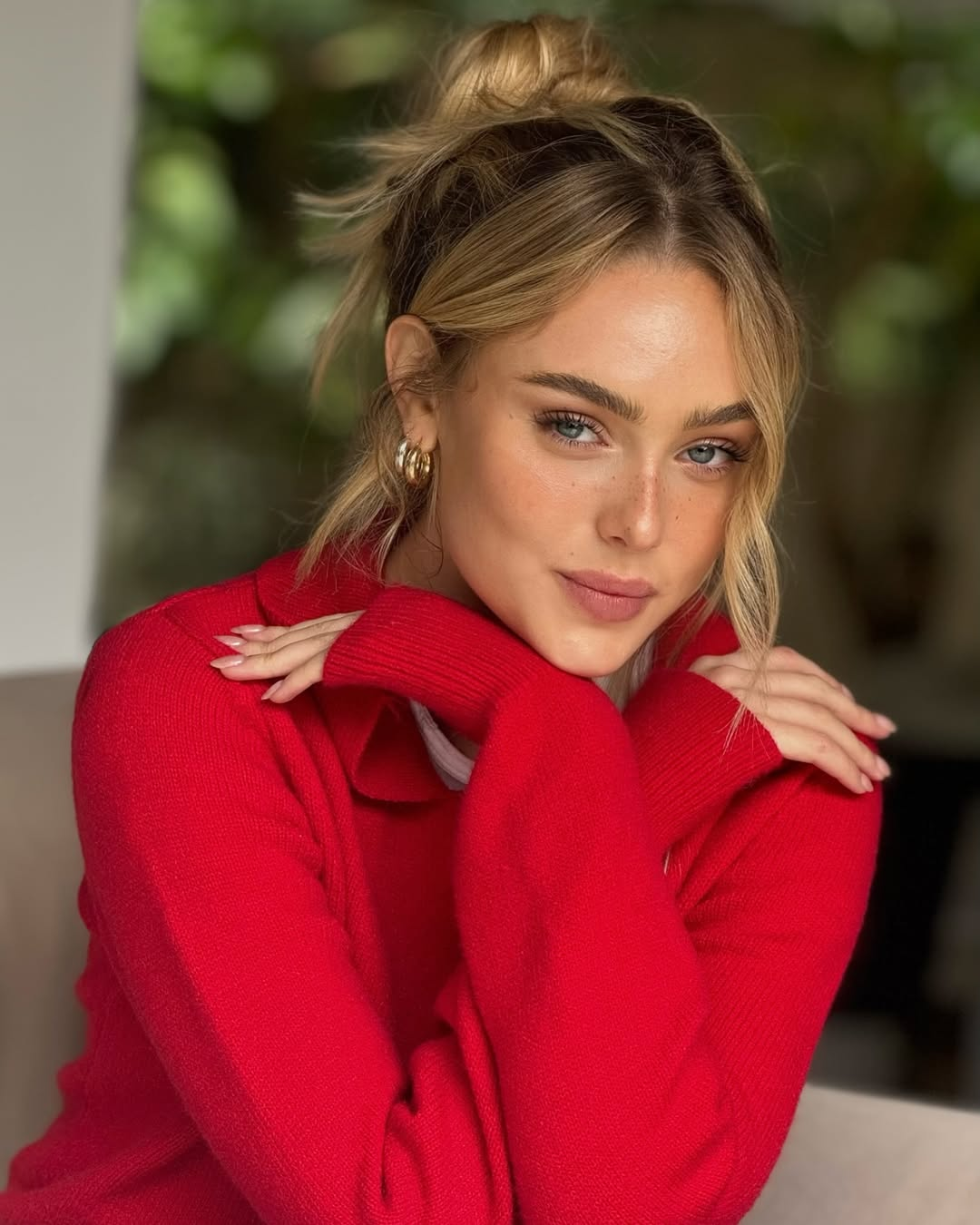
Omer Nudelman

Omer Nudelman (hebräisch עומר נודלמן; * 22. Oktober 1997 in Neta'im, Israel) ist eine israelische Schauspielerin und Model.

## Leben und Karriere
Nudelman wuchs in Neta'im auf. Ihr Vater ist CEO eines Unternehmens für den Import von Maschinenbaugeräten und ihre Mutter arbeitet als Sekretärin. 2016 machte sie ihren Wehrdienst bei der IDF. Nach ihrem Wehrdienst begann sie für das Modeunternehmen Adika zu modeln. Von 2019 bis 2024 war sie als Moderatorin für das israelische Modeunternehmen Renoir tätig.
Außerdem nahm sie 2019 an der Reality-Show The Race for a Million teil. Ihr Schauspieldebüt gab sie 2020 in der Fernsehserie  Spyders. Im selben Jahr war Nudelman in Bat HaShoter zu sehen. 2021 spielte sie in Baalat HaChalomot mit. Unter anderem wurde sie für die Serie Monkeys gecastet. 2022 bekam Nudelman in Infinity eine Hauptrolle.

## Filmografie (Auswahl)
Filme
- 2024: Matchmaking 2

Serien
- 2020–2022: Spyders
- 2020–2022: Bat HaShoter
- 2021: Baalat HaChalomot
- 2021: Monkeys
- 2022: Infinity
- 2024: Black Space